# Виключна диз'юнкція

Рис. 1 Графік побітового виняткового «або»

Виняткова диз'юнкція, також операція XOR (від англ. eXclusive OR), додавання за модулем два — логічна та бітова операція, що набуває значення «істина» тоді й лише тоді, коли значення «істина» має суто один з її операндів. Виняткова диз'юнкція є запереченням логічної еквівалентності. У випадку двох змінних результат виконання операції є істинним тоді й тільки тоді, якщо лише один з аргументів є істинним. Для функції трьох і більше змінних результат виконання операції буде істинним тільки тоді, коли аргументів, рівних 1, на заданому наборі буде непарна кількість. Така операція природним чином виникає в кільці лишків за модулем 2, звідки й походить назва операції.
Додавання за модулем 2 слід відрізняти від простого додавання булевих операндів, яке відповідає звичайному логічному «або», тобто логічній диз'юнкції.
Відповідною операцією в теорії множин є симетрична різниця множин істинності операндів.

## Булева алгебра
У  булевій алгебрі додавання за модулем 2 — це функція двох, трьох і більше змінних (вони ж — операнди, вони ж — аргументи функції). Змінні можуть набувати значення з множин {\displaystyle ~\{0,1\}}. Результат також належить множині {\displaystyle ~\{0,1\}}. Обчислення результату відбувається за простим правилом, або за таблицею істинності. Замість значень {\displaystyle ~0,1} можна використовувати будь-яку іншу пару відповідних символів, наприклад {\displaystyle ~false,true} або {\displaystyle ~F,T}, або «хибність», «істина»; але при цьому необхідно довизначити старшинство, наприклад, {\displaystyle ~true>false}.
Таблиці істинності:
- Для  бінарного додавання за модулем 2 (застосовується у двійкових напівсуматорах):

| {\displaystyle A} | {\displaystyle B} | {\displaystyle A\oplus B} |
| ----------------- | ----------------- | ------------------------- |
| 0                 | 0                 | 0                         |
| 0                 | 1                 | 1                         |
| 1                 | 0                 | 1                         |
| 1                 | 1                 | 0                         |

Правило: результат дорівнює {\displaystyle ~0}, якщо обидва операнди рівні; у всіх інших випадках результат дорівнює {\displaystyle ~1}.
- Для тернарного додавання за модулем 2 (застосовується у двійкових повних суматорах):

| X | Y | Z | ⊕(X,Y,Z) |
| - | - | - | -------- |
| 0 | 0 | 0 | 0        |
| 1 | 0 | 0 | 1        |
| 0 | 1 | 0 | 1        |
| 1 | 1 | 0 | 0        |
| 0 | 0 | 1 | 1        |
| 1 | 0 | 1 | 0        |
| 0 | 1 | 1 | 0        |
| 1 | 1 | 1 | 1        |

## Визначення

Діаграма Венна для операції

Таблиця істинності виглядає таким чином:
| {\displaystyle A} | {\displaystyle B} | {\displaystyle A\oplus B} |
| ----------------- | ----------------- | ------------------------- |
| F                 | F                 | F                         |
| F                 | T                 | T                         |
| T                 | F                 | T                         |
| T                 | T                 | F                         |

Результат застосування виняткової диз'юнкції такий самий, як і від додавання за модулем 2. Тому й саму операцію часто називають додаванням за модулем 2.
Виняткова диз'юнкція є також запереченням еквівалентності, тобто
{\displaystyle (A\oplus B)=\lnot (A\leftrightarrow B)}
Відповідною операцією в теорії множин є симетрична різниця множин.

## Властивості
- асоціативність

{\displaystyle a\oplus (b\oplus c)\equiv (a\oplus b)\oplus c}
- комутативність

{\displaystyle a\oplus b\equiv b\oplus a}
- дистрибутивність

{\displaystyle a\land (b\oplus c)\equiv (a\land b)\oplus (a\land c)}

### Абелева група
- елемент 0 є нейтральним:

{\displaystyle a\oplus 0=a}
- кожен елемент є обернений сам до себе:

{\displaystyle a\oplus a=0}
Таким чином {\displaystyle (\{1,0\},\oplus )} є абелевою групою. Разом із операцією {\displaystyle \wedge } також утворюється поле Галуа {\displaystyle F_{2}}.

## Інші властивості
{\displaystyle {\begin{matrix}p\oplus 1&=&\lnot p\\p\oplus \lnot p&=&1\\\\p\oplus q&=&\lnot p\oplus \lnot q\\\lnot (p\oplus q)&=&\lnot p\oplus q&=&p\oplus \lnot q\\\\p\oplus (\lnot p\land q)&=&p\lor q\\p\oplus (p\land \lnot q)&=&p\land q\\p\oplus (p\lor q)&=&\lnot p\land q\\\lnot p\oplus (p\lor \lnot q)&=&p\lor q\\p\land (p\oplus \lnot q)&=&p\land q\\p\lor (p\oplus q)&=&p\lor q\end{matrix}}}

## Функціональна повнота
Множина операцій {\displaystyle \{\oplus ,\to \}} є функціонально повною:
{\displaystyle \lnot a\equiv a\to (a\oplus a)}
{\displaystyle \lnot a\equiv a\oplus (a\to a)}
{\displaystyle a\lor b\equiv (\lnot a)\rightarrow b}
{\displaystyle a\land b\equiv \lnot (a\rightarrow \lnot b)}

## Виняткова диз'юнкція у природних мовах
Виняткові диз'юнкції найкраще відповідає український вислів «або …, або …». Твердження або А, або В є справедливим, коли справедливе А чи В, але не обоє водночас.
У природній мові операція «складання за модулем» еквівалентна двом виразам:
1. «Результат істинний (дорівнює 1), якщо A не дорівнює B (A ≠ B)»;
2. «Якщо A не дорівнює B (A ≠ B), то істина (1)».

На схожість між додаванням за модулем 2 і конструкцією «або …, або …» в природній мові часто вказують. Це точно відповідає визначенню операції в булевій алгебрі, якщо «істину» позначати як {\displaystyle 1}, а «хибність» як {\displaystyle 0}.
Цю операцію нерідко порівнюють із диз'юнкцією, тому що вони дуже схожі за властивостями, і обидві мають схожість зі сполучником «або» у повсякденній мові. Порівняйте правила для цих операцій:
1. {\displaystyle A\lor B} істинне, якщо істинне {\displaystyle ~A} або {\displaystyle ~B}, або обидва відразу.
2. {\displaystyle A\oplus B} істинне, якщо істинне {\displaystyle ~A} або {\displaystyle ~B}, але не обидва відразу.

Операція {\displaystyle \oplus } не допускає останнього варіанту («обидва відразу»); саме тому її називають винятковим, ексклюзивним «АБО».
Операція {\displaystyle \lor } допускає останній варіант («обидва відразу»), тож іноді її називають звичним, інклюзивним «АБО».
 Неоднозначність природної мови полягає в тому, що сполучник «або» застосовують в обох випадках.

## Альтернативні символи
Символ, використовуваний для виняткової диз'юнкції, варіюється від однієї області застосування до іншої. Окрім абревіатури «XOR», можуть траплятися:
- Знак плюс (+). Це має сенс, тому що математично винятковій диз'юнкції відповідає додавання за модулем 2, яке має наступну таблицю:

| {\displaystyle p} | {\displaystyle q} | {\displaystyle p+q} |
| ----------------- | ----------------- | ------------------- |
| 0                 | 0                 | 0                   |
| 0                 | 1                 | 1                   |
| 1                 | 0                 | 1                   |
| 1                 | 1                 | 0                   |

Використання знаку «плюс» має додаткову перевагу, бо всі звичайні алгебраїчні властивості математичного кільця і поля можна використати без зайвого клопоту. Тим не менш, знак плюс використовують також для ексклюзивної диз'юнкції у деяких позначеннях систем.
- Знаком плюс, зміненим певним чином, наприклад, взятим в коло ({\displaystyle \oplus }). Це викликає заперечення: цей же символ вже використовують у математиці для прямої суми алгебраїчних структур.
- Префікс J, як в Jpq.
- Символ диз'юнкції ({\displaystyle \lor }), який певним чином змінюють: із підкресленням ({\displaystyle {\underline {\lor }}}) або з точкою вгорі ({\displaystyle {\dot {\vee }}}).
- У деяких мовах програмування, таких як  C, C++, C#, Java, Perl, MATLAB і Python, символ циркумфлекс (^) використовують для позначення оператора побітового XOR. Його не використовують поза контекстом програмування, бо в цьому разі його можна зрозуміти хибно.

## Виняткова диз'юнкція у програмуванні
У мовах C/C++ (а також Java, C#, Ruby, PHP, JavaScript, Swift) цю операцію позначають символом «^»; у мовах Паскаль, Delphi, Ада — зарезервованим словом XOR. Додавання виконується побітово для двох операндів. Наприклад,
| якщо    |                               |
| a =     | {\displaystyle ~01100101_{2}} |
| b =     | {\displaystyle ~00101001_{2}} |
| тоді    |                               |
| a ^ b = | {\displaystyle ~01001100_{2}} |

Виконання операції виняткове "або" для значень логічного типу (true, false) здійснюється в різних мовах програмування по-різному. Наприклад, у Delphi (Object Pascal) використовують вбудований оператор XOR (приклад: умова1 xor умова2). У мові C, починаючи зі стандарту C99, оператор «^» над операндами логічного типу повертає результат застосування логічної операції XOR. У C++ оператор «^» для логічного типу bool повертає результат згідно з описаними правилами, для інших же типів він діє побітово.
За нестачі регістрів оператор XOR можна використати для обміну значеннями змінних.

## Квантові обчислення
У квантових комп'ютерах аналогом операції додавання за модулем 2 є вентиль CNOT.